# Centre pénitentiaire école
Ne doit pas être confondu avec Centre pénitentiaire qui est une catégorie d'établissements pénitentiaires en France.
En Belgique, un centre pénitentiaire école est un lieu de détention ouvert servant également de centre de formation pour les détenus en voie de réinsertion sociale.

## Liste des centres pénitentiaires école
Il existe deux centres pénitentiaires écoles en Belgique :
- Centre pénitentiaire école à Hoogstraten (Flandres)[1] ;
- Centre pénitentiaire école à Marneffe (Wallonie)[2].